# 런던 버스

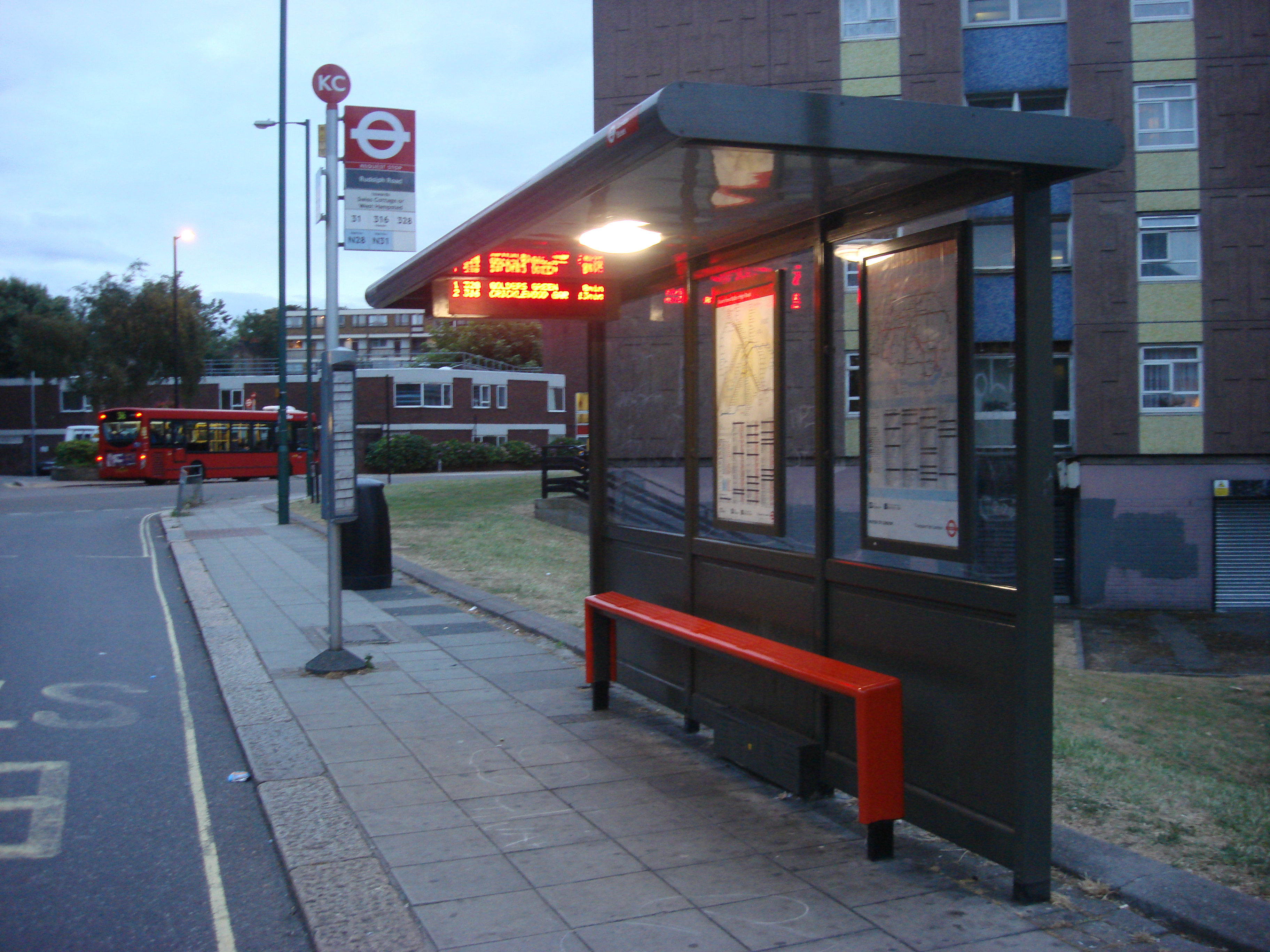
전형적인 구형 런던 버스 정류장의 예.

런던 버스(London Buses)는 런던교통공사(TfL)에서 운영하는 대중교통이다. 1999년 그레이터 런던 권역법에 의해 대부분 그레이터 런던 및 주변 지역에서 운영하고 있다. 기존 영국 정부의 런던 지역 교통(LRT)에서 런던 시장이 선출하는 TfL로 이전했다.

## 개요
런던교통공사의 런던 버스를 통한 직접적인 책임 영역은 다음과 같다.
- 새로운 버스 노선 계획
- 기존 버스 경로 수정
- 서비스 수준 지정
- 서비스 품질 모니터링
- 버스 정류장 및 환승 센터 관리
- 교통 사고와 같은 상황에서의 버스 운전자 지원
- 버스 정류장과 온라인에서 시간표와 지도의 형태로 승객을 위한 정보를 제공하고 온라인 노선 계획 서비스
- 여행 정보 센터 등에서 이용할 수 있는 전단지를 제작하고 온라인으로 다운로드 지원
- 서더크(Southwark)에 본사를 둔 CentreComm 런던 버스의 24시간 명령 통제 센터 운영

### 버스 운영 사업자
모든 버스 운영은 운영 사업자가 운영되는 경로 당 정해진 가격에 대한 대가로 노선에 입찰하는 입찰 시스템 하에서 시행된다. 계약은 일반적으로 5년이며, 성능 기준을 충족시키면 2년 연장이 가능하다. 경로는 런던 교통국(TfL)에 의해 설정, 통제 및 입찰되며 CentreComm을 통해 일일 지원을 제공한다. 이 센터는 발생할 수 있는 교통 문제를 해결하기 위해 대규모 네트워크를 조정한다. 운영자는 버스 제공 및 운행을 담당하며, TfL 지침을 설정하는 직원을 제공한다. 운영자는 각 버스가 운행하는 마일당 요금으로 지불되며, 가격은 새로운 입찰에 발표된다.

### 간행물
런던 버스는 다양한 버스 노선도를 발행한다. 일부는 버스 노선번호가 표시된 런던의 전통적인 거리 노선도이다. 2002년에, TfL는 첫번째 "거미" 노선도("spider" maps)를 소개했다. 이 노선도는 도시 전체를 망라하는 것이 아니라, 특정 지역이나 버스 정류장을 중심으로 하고, TfL의 아이코닉 스타일의 정보 디자인을 활용하여 해리 벡(Harry Beck)의 영향력있는 런던 지하철 노선도의 도식으로 경로 정보를 전달한다. 중앙에서 발차하는 거미류 형태의 버스 노선은, TfL이 자체 웹사이트에서 노선도를 언급했던 "스파이더(spider)" 노선도란 별칭을 얻었다. 노선도는 대부분의 주요 버스 정류장에 표시되며 TfL 웹 사이트에서 인터넷을 통해 PDF 형식으로 다운로드 할 수 있다.

## 법적 면허
런던 버스의 법적 면허는 런던 교통국의 전액 출자 자회사인 런던 버스 운행 유한 책임회사(London Bus Services Limited, LBSL)에 있다. 이스트 템스 버스(East Thames Buses)는 TfL의 자회사인 런던 버스 유한 책임회사(London Buses Limited, LBL)의 거래 명이었다.
LBL은 런던 버스 운행의 민영화의 일환으로 1985년 4월 1일에 설립되었으며, TfL의 선도 조직인 런던 지역 교통(London Regional Transport, LRT)의 자회사로서 12개의 버스 운영 단위(1988년 말) 및 기타 자산을 보유하고 있다. 운영 단위는 1994/95년에 매각되었으며, 현재 런던 버스(LBSL)에서 버스 운영 입찰을 수여한 대다수 기업을 구성한다.
1994/95년 이후 LBL 회사는 LRT에서 TfL로 이동하여 휴면 상태에 놓였다. 이스트 템스 버스가 형성되고, LBSL의 차단벽에 의해 독립됨과 함께 부활했으며, 대리에 의한 런던 버스 운영 역할을 수행했다.

## 범위
런던의 시내 버스 네트워크는 세계에서 가장 크고 포괄적인 네트워크 중 하나이다. 8000대 이상의 정규 편성 버스가 700개 이상의 서로 다른 노선에서 운행된다. 이 네트워크는 일년 내내 18억 여명이 이 버스를 이용했다.

## 운임 체계
런던 버스 네트워크에서는 트래블카드, 오이스터 카드 제품(버스 통행과 Oyster pay as you go 포함) 및 비접촉 직불 및 신용카드를 사용할 수 있다. 2014년 7월 6일부터 현금 운임을 사용할 수 없지만, 2015년 1월 2일에 버스 일일 정기권(일회용 오이스터 카드 또는 역 발권기의 종이로 발급됨)이 재도입되었다. 단일 이용 운임은 이용 기간(운임 단계)와 관련하여 청구되었지만, 현재는 일정 기간 동안 단일 정액 운임으로 청구된다. 2000년 부터는 Zone 1 이용의 고정 요금이 외부 지역보다 높았지만, 2004년 부터는 차이가 없어졌으며, 오이스터 카드 고정 요금의 도입과 동시에 변경되었다.
사용자가 이동하면서 오이스터로 지불하면, 하루에 얼마나 많은 버스를 이용했는지에 관계없이 잔액에서 차감될 최대 금액을 제한하는 "일일 상한선"이 있지만, 단일 이용의 경우 일정 금액이 부과된다(04:30부터 다음날 04:29 까지). 또는 주간 및 월간 정기권을 구매하여 오이스터 카드에 읽어올 수도 있다.
비접촉식 지불 카드를 사용하는 승객은 이동 중에도 오이스터 요금과 동일한 요금이 부과된다. 오이스터 카드와 달리 비접촉식 카드는 현재 월요일부터 일요일까지 기준으로 7일간 요금 제한이 있다.
11세 미만은 성인이 동반하지 않는 경우 언제든지 런던 버스 및 트램에서 무료로 이용할 수 있다.(오이스터 카드나 승차권은 필요하지 않다.) 11-15세 어린이는 11-15 Oyster photocard (오이스터 포토카드)를 통해 무료로 이용할 수 있다. 오이스터 카드나 트래블카드가 없으면 성인 요금 전액을 지불해야 한다. 방문자는 TfL의 여행 정보 센터에서 일반 오이스터 카드에 특별 할인을 추가할 수 있다. 16세에서 18세 사이의 런던 거주자를 위한 할인도 있다.
프리덤 패스(Freedom Pass) 제도는 그레이터런던 거주자중 주 정부 연금 수급 연령 이상의 사람들, 및 장애인을 위해, 버스 및 TfL의 철도 서비스를 언제든지 무료로 이용 할 수 있도록 한다. 영국 지방 당국이 발급한 할인 버스 통행증을 소지한 사람들은 언제든지 TfL 버스 서비스를 무료로 이용할 수 있다.

## 버스 운영 회사
런던의 버스는 아벨리오 런던, 아리바 런던, CT 플러스, 고 어헤드 런던, 런던 소버린, 런던 유나이티드, 메트로라인, 퀄리티 라인, 스테이지코치 런던, 설리번 버스, 타워 트랜싯, 유노에서 운영한다.
각 회사마다 자체 운영 코드가 있으며, 런던의 모든 버스 차고에는 자체 차고 코드가 있다.

## 버스 차량

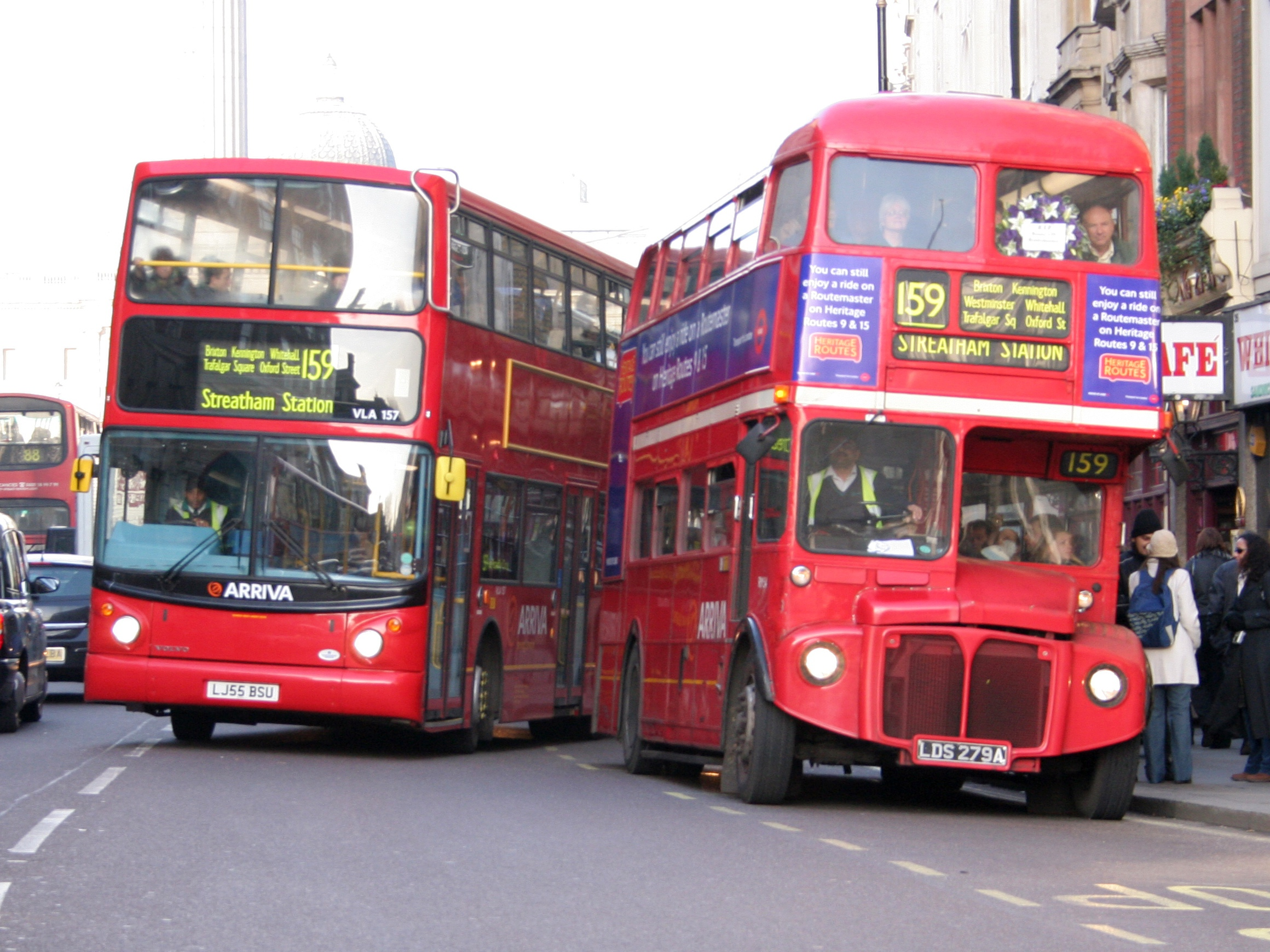
신형 및 구형 차량: 2005년식 알렉산더 ALX400(Alexander ALX400) 모델이 1963년식 AEC 루트마스터를 추월하려는 모습

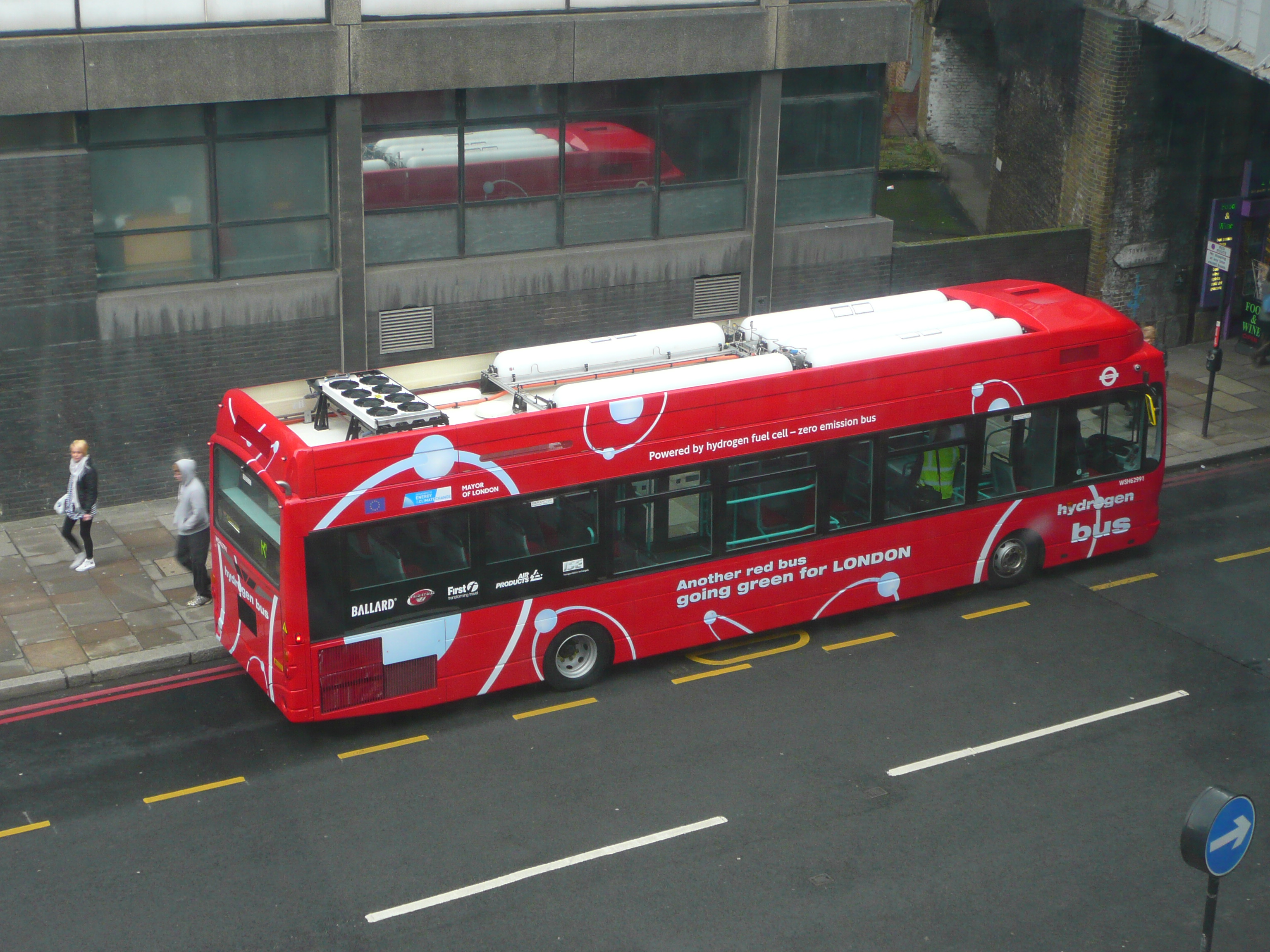
타워 게이트웨이 DLR 역 고가 대합실에서 바라본, 6개의 지붕 장착형 수소 연료 탱크를 보여주는, 런던 최초의 HyFLEET:CUTE 수소 연료 전지 버스

런던 버스와 계약을 맺고 다양한 버스 운전사가 다양한 차량을 운행하며, 공통적인 특징은 주로 붉은색 외장을 사용한다는 점이다. 그러나 런던 버스는 사실 차량의 수명과 사양 모두에 대해 엄격한 통제를 유지한다. 런던 외곽에 위치한 영국의 버스에서는 이례적인 모습을 보였는데, 특정 예시로 별도의 출입문을 사용하거나, 2층 버스에서는 영국의 다른 대부분의 사업자들이 직선 계단을 사용하는 것과 달리 미려한 곡선적 계단을 사용했다. 또한 런던 버스는 런던에서 운영되는 차량이 전통적인 인쇄된 롤지 행선판을 사용하는 반면, 영국의 다른 대부분 지역에서는 전자 도트 매트릭스 또는 LED 디스플레이를 새 버스의 표준으로 규정하고 있다. 이들은 찢어지고 빨리 더러워지는 것으로 알려져 있으나, LED 백라이트와 최신 차량에 설치된 'SmartBlind'시스템이 개선되었다.
런던 버스가 차량의 수명을 면밀히 통제하기 때문에, 런던 버스가 몇 년 동안 운영을 마친 후 다른 지역의 운영에서 관리자에 의해 계단식 연결되는 것이 매우 일반적이다.

## iBus

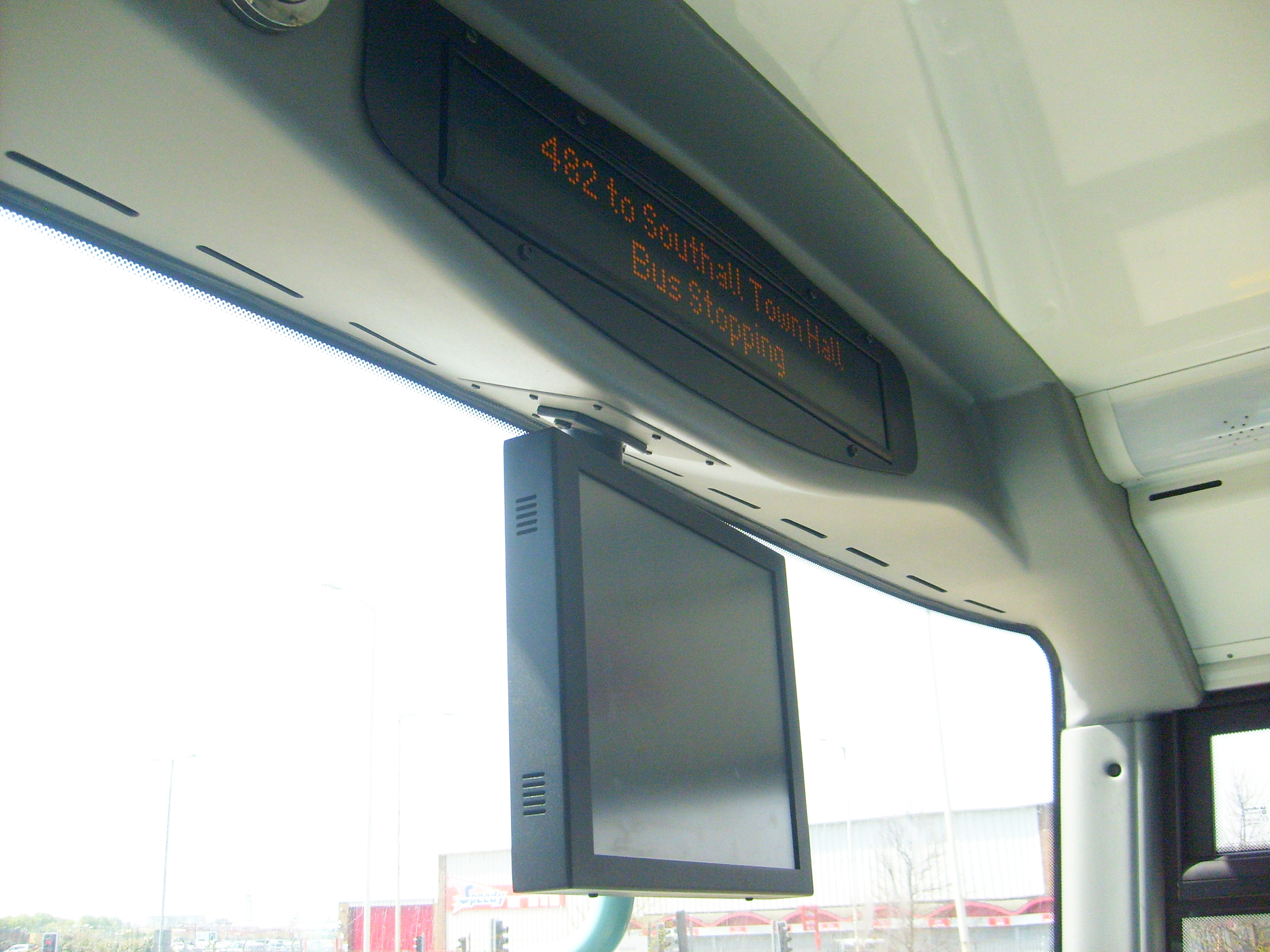
런던 유나이티드 스카니아 옴니시티의 2층부 전면.
- 위: iBus 디스플레이에 경로 번호 및 목적지 (Southall Town Hall까지 482)가 표시된다.
- 밑: CCTV에서 실시간 화면이 표시된다.

런던의 모든 버스는 런던 iBus 시스템을 사용하고 있다. 이 시스템은 승객에게 음성 시각적 안내 방송을 제공하고, 교통 정류장에서 우선 순위를 촉발시킬 수 있는 자동 차량 위치 시스템이다. 이 시스템은 2006년에 시험 사용되었으며, 2009년까지 모든 버스 노선으로 확장되었다.

## 같이 보기
- 이스트 런던 트랜싯
- 버스 노선 목록
- 런던 지하철